# NGC 3312
NGC 3312 è una galassia a spirale nella costellazione dell'Idra. Fu scoperta da John Herschel il 26 marzo 1835 e successivamente da Guillaume Bigourdan il 26 febbraio 1887 e classificata come IC 629.
Fa parte dell'Ammasso dell'Idra assieme alle due galassie ellittiche NGC 3309 e NGC 3311.